# Rihards Matrevics
Rihards Matrevics (18 marzo 1999) è un calciatore lettone, portiere dell'Auda Ķekava e della nazionale lettone.

## Carriera

### Club

#### Giovanili in Inghilterra
Nel 2015 viene acquistato dal West Ham, in cui fa le giovanili prima di passare al Barnet, in National League. Nel 2020 passa poi per il St. Albans City.

#### Valmeira e Riga FC
Nel 2021 viene acquistato dal Valmeira, in massima serie lettone.
Nel 2023 passa al Riga FC.

### Nazionale
Fa il suo esordio in nazionale maggiore il 29 marzo 2022, nella gara amichevole vinta contro l'Azerbaigian.

## Statistiche

### Presenze e reti nei club
Statistiche aggiornate all'11 settembre 2024.
| Stagione        | Squadra         | Campionato      | Campionato | Campionato | Coppe nazionali | Coppe nazionali | Coppe nazionali | Coppe continentali | Coppe continentali | Coppe continentali | Altre coppe | Altre coppe | Altre coppe | Totale | Totale |
| Stagione        | Squadra         | Comp            | Pres       | Reti       | Comp            | Pres            | Reti            | Comp               | Pres               | Reti               | Comp        | Pres        | Reti        | Pres   | Reti   |
| --------------- | --------------- | --------------- | ---------- | ---------- | --------------- | --------------- | --------------- | ------------------ | ------------------ | ------------------ | ----------- | ----------- | ----------- | ------ | ------ |
| 2018-2019       | Barnet          | NL              | 1          | -4         | FACup+CdL       | 0               | 0               | -                  | -                  | -                  | -           | -           | -           | 1      | -4     |
| 2019-2020       | Barnet          | NL              | 0          | 0          | FACup+CdL       | 0               | 0               | -                  | -                  | -                  | -           | -           | -           | 0      | 0      |
| Totale Barnet   | Totale Barnet   | Totale Barnet   | 1          | -4         |                 | 0               | 0               |                    | -                  | -                  |             | -           | -           | 1      | -4     |
| 2020-gen. 2021  | St Albans City  | NLS             | 1          | 0          | -               | -               | -               | -                  | -                  | -                  | -           | -           | -           | 1      | 0      |
| 2021            | Valmiera        | VL              | 22         | -15        | CL              | 1               | -2              | UECL               | 2                  | -2                 | -           | -           | -           | 25     | -19    |
| 2022            | Valmiera        | VL              | 34         | -25        | CL              | 1               | 0               | UECL               | 2                  | -5                 | -           | -           | -           | 37     | -30    |
| Totale Valmeira | Totale Valmeira | Totale Valmeira | 56         | -40        |                 | 2               | -2              |                    | 4                  | -7                 |             | -           | -           | 62     | -49    |
| 2023            | Riga FC         | VL              | 9          | -5         | CL              | 3               | -2              | UECL               | 0                  | 0                  | -           | -           | -           | 12     | 7      |
| 2024            | Riga FC         | VL              | 8          | -8         | CL              | 2               | 0               | UECL               | 2                  | -3                 | -           | -           | -           | 12     | -11    |
| Totale Riga FC  | Totale Riga FC  | Totale Riga FC  | 17         | -13        |                 | 5               | -2              |                    | 2                  | -3                 |             | -           | -           | 24     | -18    |
| Totale carriera | Totale carriera | Totale carriera | 75         | -57        |                 | 7               | -4              |                    | 6                  | -10                |             | -           | -           | 88     | -71    |

### Cronologia presenze e reti in nazionale
| Cronologia completa delle presenze e delle reti in nazionale ― Lettonia | Cronologia completa delle presenze e delle reti in nazionale ― Lettonia | Cronologia completa delle presenze e delle reti in nazionale ― Lettonia | Cronologia completa delle presenze e delle reti in nazionale ― Lettonia | Cronologia completa delle presenze e delle reti in nazionale ― Lettonia | Cronologia completa delle presenze e delle reti in nazionale ― Lettonia | Cronologia completa delle presenze e delle reti in nazionale ― Lettonia | Cronologia completa delle presenze e delle reti in nazionale ― Lettonia |
| Data                                                                    | Città                                                                   | In casa                                                                 | Risultato                                                               | Ospiti                                                                  | Competizione                                                            | Reti                                                                    | Note                                                                    |
| ----------------------------------------------------------------------- | ----------------------------------------------------------------------- | ----------------------------------------------------------------------- | ----------------------------------------------------------------------- | ----------------------------------------------------------------------- | ----------------------------------------------------------------------- | ----------------------------------------------------------------------- | ----------------------------------------------------------------------- |
| 29-3-2022                                                               | Ta' Qali                                                                | Lettonia                                                                | 1 – 0                                                                   | Azerbaigian                                                             | Amichevole                                                              | -                                                                       | 46’                                                                     |
| 16-11-2022                                                              | Riga                                                                    | Lettonia                                                                | 1 – 1 (5 – 3 dtr)                                                       | Estonia                                                                 | Coppa del Baltico 2022                                                  | -1                                                                      |                                                                         |
| 21-11-2023                                                              | Varsavia                                                                | Polonia                                                                 | 2 – 0                                                                   | Lettonia                                                                | Amichevole                                                              | -2                                                                      |                                                                         |
| 21-3-2024                                                               | Larnaca                                                                 | Cipro                                                                   | 1 – 1                                                                   | Lettonia                                                                | Amichevole                                                              | -1                                                                      |                                                                         |
| 8-6-2024                                                                | Liepāja                                                                 | Lettonia                                                                | 0 – 2                                                                   | Lituania                                                                | Coppa del Baltico 2024                                                  | -2                                                                      |                                                                         |
| 11-6-2024                                                               | Liepāja                                                                 | Lettonia                                                                | 1 – 0                                                                   | Fær Øer                                                                 | Coppa del Baltico 2024                                                  | -                                                                       |                                                                         |
| 7-9-2024                                                                | Erevan                                                                  | Armenia                                                                 | 4 – 1                                                                   | Lettonia                                                                | UEFA Nations League 2024-2025 - 1º turno                                | -4                                                                      |                                                                         |
| 10-9-2024                                                               | Riga                                                                    | Lettonia                                                                | 1 – 0                                                                   | Fær Øer                                                                 | UEFA Nations League 2024-2025 - 1º turno                                | -                                                                       |                                                                         |
| 10-10-2024                                                              | Riga                                                                    | Lettonia                                                                | 0 – 3                                                                   | Macedonia del Nord                                                      | UEFA Nations League 2024-2025 - 1º turno                                | -3                                                                      |                                                                         |
| 13-10-2024                                                              | Tórshavn                                                                | Fær Øer                                                                 | 1 – 1                                                                   | Lettonia                                                                | UEFA Nations League 2024-2025 - 1º turno                                | -1                                                                      |                                                                         |
| 14-11-2024                                                              | Skopje                                                                  | Macedonia del Nord                                                      | 1 – 0                                                                   | Lettonia                                                                | UEFA Nations League 2024-2025 - 1º turno                                | -1                                                                      |                                                                         |
| 17-11-2024                                                              | Riga                                                                    | Lettonia                                                                | 1 – 2                                                                   | Armenia                                                                 | UEFA Nations League 2024-2025 - 1º turno                                | -2                                                                      |                                                                         |
| 7-6-2025                                                                | Riga                                                                    | Lettonia                                                                | 0 – 0                                                                   | Azerbaigian                                                             | Amichevole                                                              | -                                                                       |                                                                         |
| Totale                                                                  |                                                                         | Presenze                                                                | 13                                                                      |                                                                         | Reti                                                                    | -17                                                                     |                                                                         |

## Palmarès
- Campionato lettone: 1

Valmiera: 2022
- Coppa di Lettonia: 1

Riga FC: 2023